# Aupouriella pohei
Aupouriella pohei is een haft uit de familie Leptophlebiidae. De wetenschappelijke naam van de soort is voor het eerst geldig gepubliceerd in 2009 door Winterbourn.
De soort komt voor in het Australaziatisch gebied.